# 臺北農產運銷公司嚴重特殊傳染性肺炎群聚感染事件
臺北市公有環南市場嚴重特殊傳染性肺炎群聚感染事件，是指2021年5月14日開始，從臺北農產運銷股份有限公司一市場一名拍賣員確診案例開始，但因為北農公司並未即時發布消息及應對措施，北市府並未及早設立篩檢站，主管機關農委會沒有及早公佈防範措施，直至6月10日北農才發布二市場有人染疫的新聞稿，消費者和攤商在部份不知情狀況下，後續累積台北市北農一市、濱江市場、環南市場群聚共確診247案例的事件。

## 事件經過
根據監察院調查報告111社調0001彙整，5月14日，北農一市蔬菜拍賣員發病，5月18日通報5月20日確診。環南市場首例發病個案於5月15日發病，6月2日通報，6月3日確診。5月25日，濱江市場個案發病通報，5月27日確診，此為前三個最初紀錄案例。
6月5日，中央與地方討論「研商雙北果菜 批發市場設置篩檢站會議」，建議北市府於北農一市設快篩站，但未獲採行。
6月13日，北市府實施「北農快篩專案」，一週後共45人確診。。
6月18日，議員許淑華質疑北市府對北農確診者之疫調匡列不到位，只列台北市，沒有框列或通報其他縣市。
6月21日，北農公司於萬大國小設立快篩站，隔日在濱江市場設立篩檢站，與6月5日的會議已相隔2週以上。記者訪查司機和警衛，北農完全無法掌控實際的進出者，確診後更不知如何匡列，指揮中心要求北農提出貨運司機和卸貨工名單，但北農從未清查過。
6月22日~23日，北農一市疫情達最高峰，兩日共新增19例確診。柯文哲防疫記者會說明，從數據而言應是陸陸續續感染而非群聚感染。
6月23日，柯文哲、農委會、指揮中心共同開會後，達成縣市聯盟的共識，以身分證字號為基礎，建立資料庫，讓疫調資訊成為跨縣市共同資訊，避免彼此資訊落差造成防疫破口。
6月24日，加強管制，持快篩陰性證明才可進入北農一市、濱江市場等場域。柯文哲批，中央疫調平台制度有缺失，導致北市府難追蹤外縣市前來批發市場的染疫者。後續監察院新聞稿也澄清中央與地方皆有改善空間，但亦說明疫情初期就有提供跨縣市清單。
6月26日，柯文哲一改之前不找中央的態度，在市府疫情記者會上表示，下星期找王必勝來大規模PCR，在濱江跟萬大市場設前進指揮所，疫調、篩檢、打疫苗一站式處理。
6月27日，北市議員批評，北市府未公開疫調足跡，確診數也不主動公布，累計確診數要媒體追查或是民代爆料才能知道。回顧5月疫情一開始北農公司並未即時發布消息，也是讓消費者攤商暴露在風險中的原因。
7月2日，環南市場PCR篩檢驗出41人確診。中央流行疫情指揮中心與北市府召開記者會，立委林昶佐批評柯文哲未提早做全面篩檢，現在還不是全面篩檢，遭市場自治會長林勝東反嗆不關心地方。
7月9日，北農環南聯合前進指揮所今天召開第5次會議，醫福會執行長王必勝及台北市長柯文哲均出席，指揮官王必勝受訪時表示，第二次大規模PCR僅剩3個新案確診。
7月15日，北市府下令，進出北農場域應持北農通行證、疫苗接種卡、PCR陰性報告或解除隔離治療通知書。 疾管署對北農群聚事件結案，合計北農一市確診者105人、濱江市場24人、環南市場118人，共247人染疫。

## 事件後續檢討
2022年1月19日，監察院發布調查報告彙整，檢討台北市府應改善問題，包含：
- 發現首例後，將近一個月的時間並未即時加強篩檢和控管機制[16]
- 僅針對台北市感染者做疫情調查卻並未框列外縣市感染者[3][11]

2022年2月14日，黃珊珊在防疫記者會說明，北農案發生時北市還無法看到工作地，導致市府在疫情爆發時無法掌握外縣市個案的資訊，疫調是中央的系統有漏洞，絕非台北市的問題。柯文哲則被詢問是否要對造成247人染疫道歉後回應：這都是口水戰，因為防疫涉及醫療專業，他建議調查要派醫療專業人員調查，不要找不懂醫療的人來寫。
2022年2月17日，監察院發布新聞稿澄清：
- 檢討的是「行政是否疏失」，並未指摘醫療部分之疏失
- 說明關於按柯市長於110年6月22日的防疫記者會，明確表示「從數據而言應是陸陸續續感染而『非群聚』」等語。
- 疾管署從北農感染一開始，就提供跨縣市感染者之資訊給市府，並提醒該府不應只計算臺北市民眾的感染情形，市府有能力進行疫情調查。
- 針對疫調平台系統問題，認為中央與地方均有需改善之處，也有要求疾病管制署檢討改進

## 爭議
2021年7月22日，柯文哲說事情都是他在做，王必勝有什麼貢獻，被外界批評過河拆橋後，事後記者會致歉。